# Athyrium nigritianum
Athyrium nigritianum là một loài dương xỉ trong họ Athyriaceae. Loài này được J.Sm. mô tả khoa học đầu tiên năm 1875.
Danh pháp khoa học của loài này chưa được làm sáng tỏ. 